# Necho (cráter)

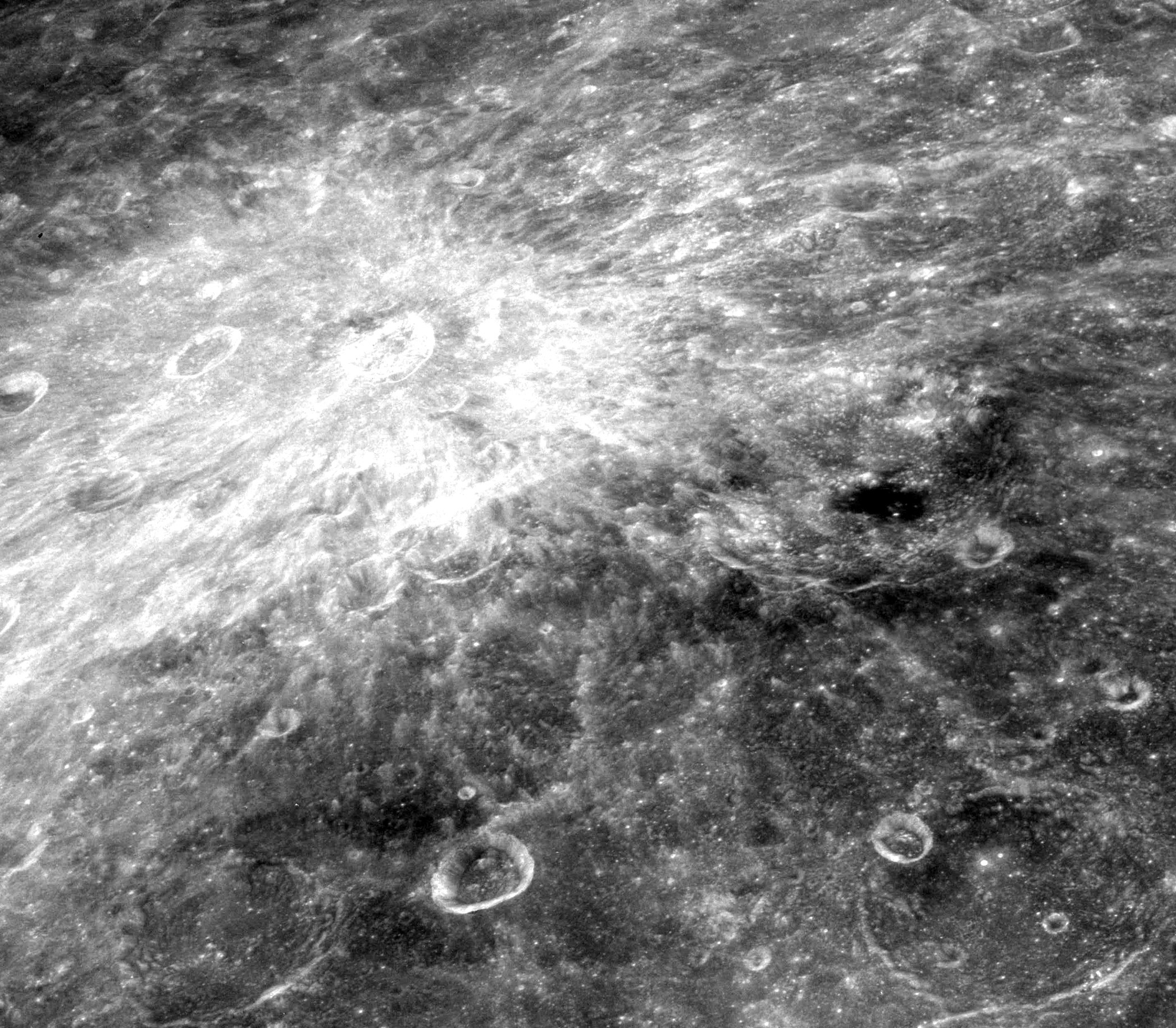
Fotografía de la misión Apolo 8

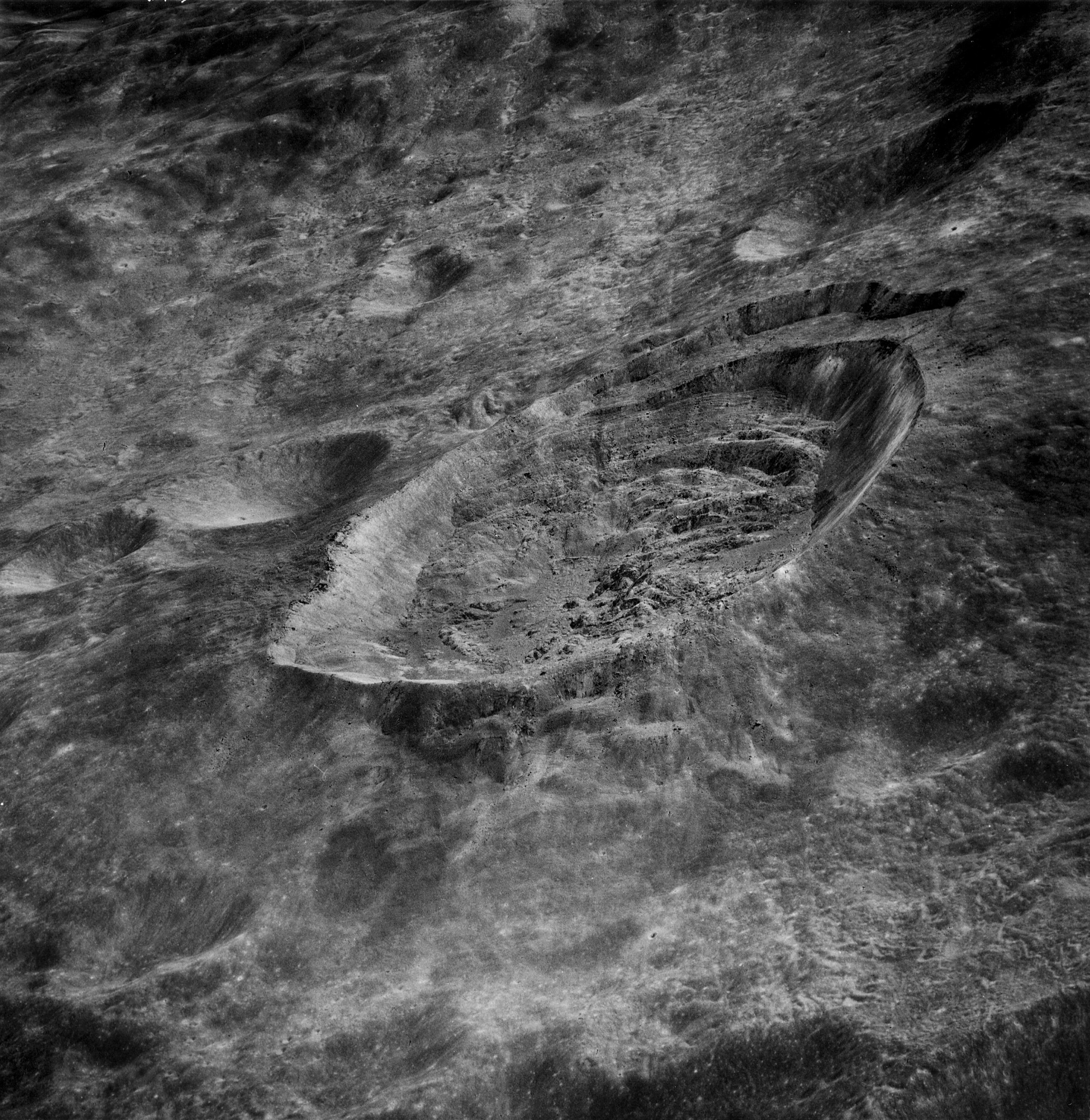
Fotografía de la misión Apolo 10

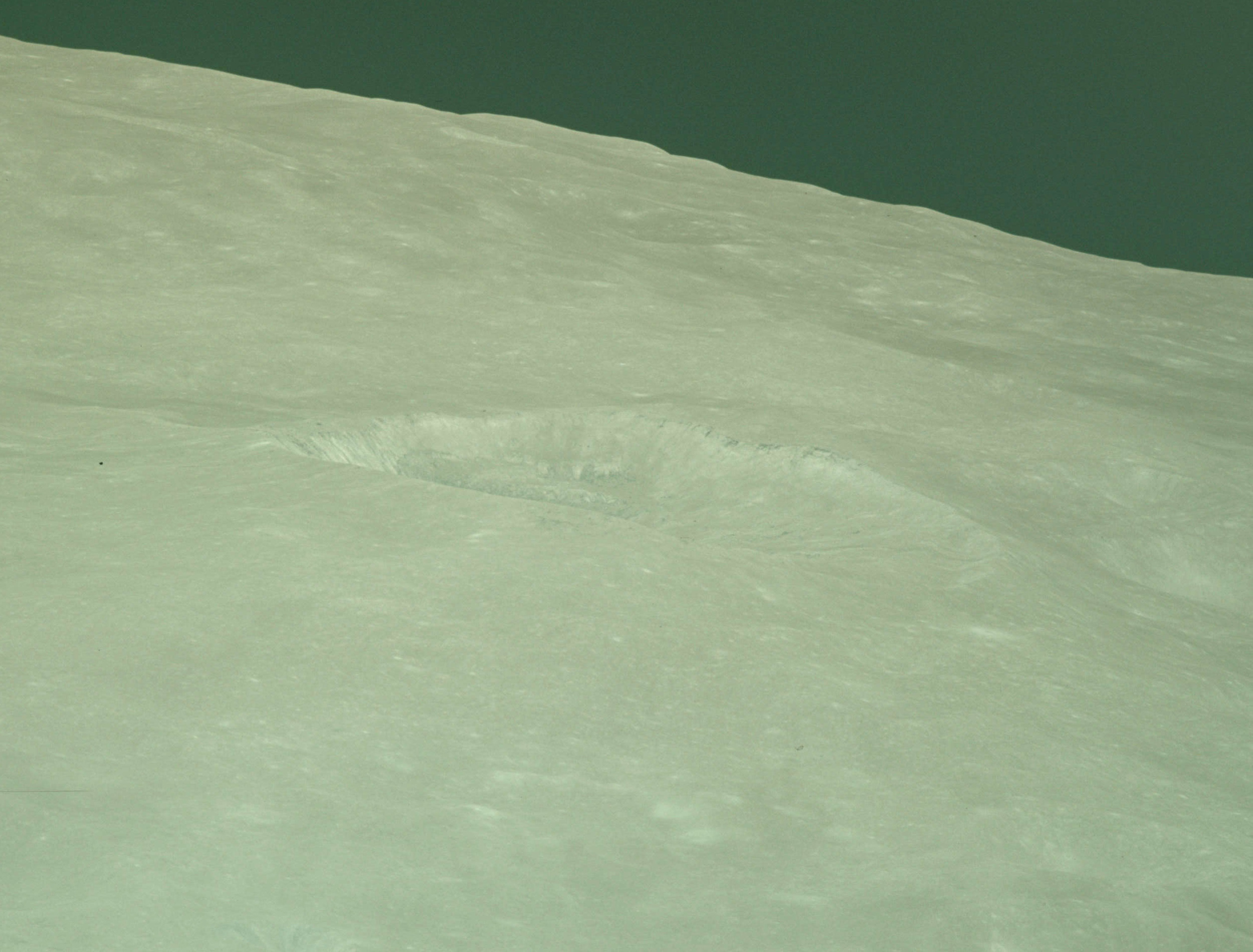
Fotografía de la misión Apolo 10

Necho es un cráter de impacto perteneciente a la cara oculta de la Luna, y por lo tanto no puede ser visto directamente desde la Tierra. Se encuentra al noreste del cráter más grande Langemak, y alrededor de un diámetro de cráter al sursudoeste de Bečvář.
|  |  |

El aspecto más distintivo de este cráter es el sistema de marcas radiales prominente que rodea el borde exterior. Este faldón de eyecciones de alto albedo se extiende de manera casi continua a varios diámetros del cráter, pero es más extenso al norte y al noreste que en cualquier otro lugar. Más allá de esta falda continua, rayos ocasionales y mechones de material más claro se extienden hacia afuera durante muchos más diámetros. Debido a sus rayos prominentes y de aspecto generalmente muy reciente, Necho se clasifica como parte del Periodo Copernicano.
El borde exterior de Necho es de forma algo desigual, particularmente en el lado occidental, donde posee dos lados internos que se solapan casi en forma de espiral. El borde tiene un ligero saliente hacia el este, donde es más irregular. La pared interior y el suelo tienen un alto albedo, dando al cráter un aspecto brillante. El lado interno es generalmente más ancho en el sector occidental, quedando el suelo interior compensado por la mitad este.
El cráter fue informalmente llamado "el Brillante" por la tripulación del Apolo 14. No fue formalmente nombrado hasta 1976 por la UAI.
Necho se encuentra en el extremo sur de un cráter de 200 km de diámetro sin nombre y altamente desgastado que fue descubierto originalmente durante la misión Apolo 16 y reportado por Farouk El-Baz. El nombre Necho fue propuesto para el cráter sin nombre, pero fue finalmente adoptado para este cráter más pequeño.

## Cráteres satélite
Por convención estos elementos son identificados en los mapas lunares poniendo la letra en el lado del punto medio del cráter que está más cercano a Necho.
|       | \| Necho \| Coordenadas \| Diámetro \| \| ----- \| ----------------------------- \| -------- \| \| M \| 6°00′S 123°06′E / -6.0, 123.1 \| 12 km \| \| P \| 6°48′S 122°00′E / -6.8, 122.0 \| 75 km \| \| R \| 5°36′S 122°00′E / -5.6, 122.0 \| 18 km \| \| V \| 4°18′S 120°36′E / -4.3, 120.6 \| 16 km \| |          |
| Necho | Coordenadas | Diámetro |
| M     | 6°00′S 123°06′E / -6.0, 123.1 | 12 km    |
| P     | 6°48′S 122°00′E / -6.8, 122.0 | 75 km    |
| R     | 5°36′S 122°00′E / -5.6, 122.0 | 18 km    |
| V     | 4°18′S 120°36′E / -4.3, 120.6 | 16 km    |